# Cláudio Boeckel
Cláudio Boeckel é um ator  e diretor de televisão brasileiro. Integrou a equipe de diretores de diversas novelas que marcaram a teledramaturgia brasileira, como Senhora do Destino e, mais recentemente, a novela Império, que recebeu o prêmio internacional Emmy Awards no dia 23 de novembro de 2015; o prêmio equivale ao Oscar da televisão. A novela foi escrita por Aguinaldo Silva. 
Em paralelo, foi diretor geral da novela infantil Gaby Estrella, produzida pelo canal Gloob em 2013, sendo uma das melhores e mais bem sucedidas produções do recente canal. 
Em 2017, trabalhou como diretor em A Força do Querer, grande sucesso de Gloria Perez. 
E em 2018 teve seu primeiro trabalho como diretor geral em Espelho da Vida, de Elizabeth Jhin.
Em 2023 dirigiu o filme As Aventuras de Poliana - O Filme. O filme foi uma parceria entre o SBT e a Warner Bros. e foi lançado no dia 30 de Novembro.

## Trabalhos na Televisão
- Diretor Geral - 2023 - As Aventuras de Poliana - O Filme
- Diretor Geral - 2018 - Espelho da Vida
- Diretor - 2017 - A Força do Querer
- Diretor - 2014 - Império
- Diretor - 2013 a 2015 - Gaby Estrella
- Diretor - 2011 - Fina Estampa
- Diretor - 2011 - Lara com Z
- Diretor - 2009 - Cinquentinha
- Diretor - 2007 - Duas Caras
- Diretor - 2006 - Cobras & Lagartos
- Diretor - 2005 - Bang Bang
- Diretor - 2004 - Senhora do Destino
- Diretor - 2003 - Kubanacan
- Diretor - 2002 - Coração de Estudante
- Diretor - 2001 - Malhação
- Assistente de Direção - 2000 - Laços de Família
- Assistente de Direção - 1997 - Por Amor